# Angry Birds Toons
Angry Birds Toons é uma série animada fino-americana, produzida pela Rovio Entertainment. A série de animação foi baseado na série de jogo eletrônico de mesmo nome de Angry Birds, da finlandesa Rovio Entertainment. A série, lançada no início de 2013, é produzida e gratuitamente exibida pela Rovio por intermédio de seu próprio canal de TV multiplataforma: o ToonsTV.
A série foi exibida pela primeira vez no canal televisivo Teletoon e então distribuída mundialmente.
No Brasil, a série foi lançada em 16 de março de 2013 pelo canal Gloob.
Em Portugal a série estreou no Biggs em 1 de setembro de 2014  e em 2016 estreou a 2ª temporada na SIC. Mais tarde, deu a ante-estreia desta série em 8 de dezembro de 2022 e a sua estreia em 12 de dezembro no Panda Kids.

## Sinopse
Um bando colorido de pássaros especiais vive na distante Ilha Piggie. Eles estão sempre vigiando três ovos, que consideram ser seus únicos descendentes.
Infelizmente, a ilha também abriga os porcos famintos, que estão loucos para fazer um omelete. Os pássaros guardam seus ovos na esperança de que um dia eles eclodam e volte a reinar a paz.

## Episodios Especiais
- Coisa de Cinema
- Bolinhas de Sabão
- A Sorte
- Aventura Espacial
- Penas Poderosas
- A Corrida
- A Aguia Poderosa
- O Rio de Janeiro
- As Epicas
- Lanternas Brilhando
- O Tempo do Ano

## Personagens
Os personagens de Angry Birds Toons são pássaros e porcos.

### Pássaros
- Red é o verdadeiro Angry Bird, um Cardeal que é o líder do bando e o mais furioso de todos. Ele protege os ovos a qualquer custo.

- Chuck é o melhor amigo de Red e o mais rápido dos pássaros. É um Mariquita-amarela. Algumas vezes, Chuck age sem pensar, e isso, muitas vezes, lhe causa problemas.

- Bomb ou Bomba é um Dom-fafe que é capaz de explodir quando quer e adora detonar as coisas. No entanto, ele não tem total controle dos seus poderes.

- Matilda é uma Galinha que ama a natureza e sempre procura soluções pacíficas para os problemas. Mas pode perder a paciência num estalo.

- Os Azuis (Jim, Jay e Jake) são os pássaros mais jovens do bando e são três Gaios-azuis. eles adoram pregar peças nos outros e as vezes, são meio irresponsáveis.

- Terence ou Terêncio é um grande Cardeal cor de vinho que é considerado assustador pelos porcos. Ninguém sabe o que se passa em sua cabeça, pois ele quase nunca fala. Em um Episódio chamado ''Run Run chuck''o Terence consegue se teletransportar ganhando a corrida, apesar de não existir um clone do mesmo, o que significa que é um personagem só.

- Bubbles é um Corrupião que apesar de pequenino e fofo, é capaz de se inflar como um balão gigante. Ele não é de muita conversa, mas parece adorar doces. Só aparece nos especiais de Dia das Bruxas.

- Stella é uma Galah rosa que gosta de se arriscar e que se irrita só de ver alguém sendo maltratado. só aparece em Angry Birds Stella e no trailer "Meet the Flock".

- Hal é um Tucaninho-verde aventureiro que adora tocar seu banjo na praia da ilha. Só aparece em "Coca-Cola".

- Mighty Eagle é um herói aposentado que vive como ermitão, longe dos outros pássaros. Só aparece em "Mighty Eagle". ele é uma imensa Águia-careca, maior até que Terence.

- Ice Bird é um pássaro que aparece inicialmente protegendo um "ovosteroide". só aparece em "Angry Birds on Space".

- Tony é um primo gêmeo azul de Terence que mora na Finlândia. só aparece em "On Finn ice".

- Silver Prateado é a terceira femêa dos pássaros, ela dá mortal e é um Falcão-peregrino, ela só aparece em "Angry Birds 2"

### Porcos
- Os Recrutas são porcos normais e pequenos que fazem o melhor que podem para encontrar ovos para o rei. Eles ocupam a posição mais baixa na sociedade suína, mas vivem felizes com suas vidas.

- Rei Porco é o líder de seu povo e o único porco autorizado a comer ovos. Seu grande segredo e que ele não tem nenhum ovo na câmara do tesouro.

- Cabo Porco é o encarregado da liderança do exército dos porcos. Ele incansavelmente lidera suas tropas... De fiasco após fiasco.

- Chef Porco ou Porco Cozinheiro é o cozinheiro do castelo e o mais esperto dos porcos. está sempre bolando planos para comer ovos e assim, tornar-se rei.

- Capataz ou Bigodão é o supervisor de todas as construções dos porcos. Embora esbanje autoconfiança, é um incompetente.

- Professor Porco é um cientista maluco que procura ajudar os porcos projetando coisas para tornar a vida de todos mais fácil. Todavia, suas invenções inocentes são frequentemente transformadas em máquinas do mal pelos caçadores de ovos.

- Porco Escrivão é o mais velho dos porcos e também o que supostamente conhece a história e as leis de seu povo. Infelizmente, ele está ficando caduco... E suas interpretações e declarações não são nada simples de se entender.

- Tenor Porco é um porco que sabe cantar ópera. Só aparece no episódio "Operation Opera", "Sleep like a hog" e 2 episódios de Piggy Tales.

- El Porkador é um porco grande que também sabe cantar ópera, só que é mais forte do que Tenor Porco. Só aparece no episódio "El Porkador!" e sua versão pequena em "Piggies from the Deep".

- Porco Prisioneiro é um nada mais, nada menos que um prisioneiro de porcolândia. Só aparece no episódio "Hamshank Redemption".

- Porco Fortão é um porco musculoso que já comeu pipoca no ringue de boxe com Chuck, lutou com Bomb medievalmente e até foi preso. Só aparece no episódio "Hamshank Redemption" e alguns episódios da segunda temporada, como Sir Bomb of Hamelot, Cold Justice e Brutal vs Brutal.

- Hambo é uma sátira de Rambo e o mais duro dos porcos por nunca ter sido visto machucado. apareceu em 3 episódios (Hambo, The Truce e Treasure Hunt).

- Porco das Cavernas é um porco da pré história que adora comer bolinhos e que foi pego de um lago gelado da área nevada da ilha. Só aparece no episódio "Cave Pig".

- Porcus McCool é um porco fantasiado de pássaro azul. Aparece somente em "True Blue?" e participação especial em "The Truce".

- Porco Músico é um porco que adora tocar saxofone como Lisa Simpson de Os Simpsons. Só aparece em "Epic Sax Off".

- Porco Radioativo é o Red transformado em um porco. só aparece em "Pig Plot Potion".

- Porco Pianista é um porco que sabe tocar piano. Só aparece em "Sleep like a hog".

- Porcos Zumbis são porcos que comem doces como Bubbles, mas estão mortos. Só aparecem em "Night of Living Pork".

- Porco Sardento ou Ross é um porco que anda em veículos. Assim como os Recrutas, às vezes ele é meio levado. Só aparece em "Bad Piggies".

- Porco Mecânico é um porco que dá upgrade à veículos. Só aparece em "Angry Birds Go!".
- Porco Mordomo é um porco que é o mordomo do porco rei ele so aparece em "Battling Butlers"